# جان ادوارد ساویر
جان ادوارد ساویر (انگلیسی: John Edward Sawyer; ۵ مهٔ ۱۹۱۷ – ۷ فوریهٔ ۱۹۹۵) اهل ایالات متحده آمریکا و از برندگان جایزه آکادمی ملی علوم و دانش‌آموختگان دانشگاه هاروارد و کالج ویلیامز بود.